# Улица Вильняус
У́лица Ви́льняус (Виленская улица, лит. Vilniaus gatvė, пол. ulica Wileńska) — улица в Старом городе Вильнюса; в советский период носила имя поэта Людаса Гиры (L. Giros gatvė).
Длина улицы около 1,2 км. Пролегает от Зелёного моста, пересекая улицы А. Гоштауто и Жигиманту, улицу Тилто, проспект Гедимина до перекрёстка улиц Доминикону, Траку и Вокечю. От улицы Вильняус отходят: на участке между Тилто и проспектом Гедимина в западном направлении улица Й. Лелевелё, на участке между проспектом Гедимина и Доминикону в восточном направлении улицы Лабдарю, Лейиклос, Бенедиктиню, в западном — Исландиёс, Палангос и Клайпедос. Между Зелёным мостом и проспектом Гедимина проезжая часть улицы покрыта асфальтом, между проспектом Гедимина и улицами Траку и Доминикону — брусчаткой. Нумерация домов ведётся от перекрёстка с улицей Жигиманту; по левой восточной стороне чётные номера, по правой западной — нечётные.

## Название

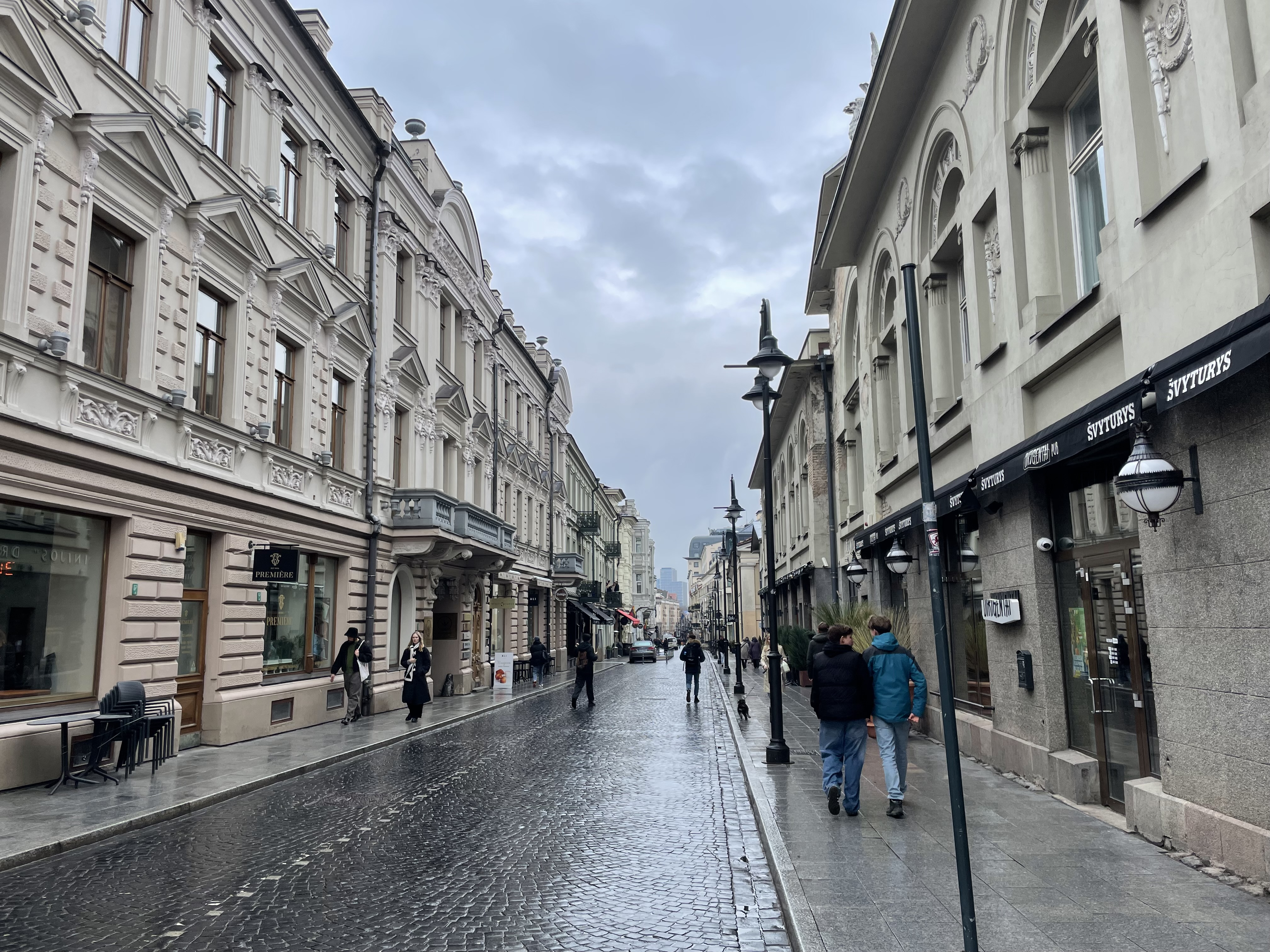
Улица Вильняус на пересечении с улицей Исландийос

Название улицы Вильняус (Виленской) произошло от названия реки Вилии и объяснялось тем, что улица сформировалась на месте и в продолжение старинного тракта, который вёл от Ратуши и торговой Немецкой улицы к реке Вилии и переправе на ней, где впоследствии был сооружён Зелёный мост. Другое объяснение заключается в том, что в старые времена от моста через реку Вилию (Нярис) шла дорога в Вильно, к Ратушной площади . В советское время улице было дано имя поэта Людаса Гиры (L. Giros gatvė).

## Примечательные здания
На улице Вильняус находятся гостиницы, магазины, кафе и рестораны, а также ряд зданий, примечательных в архитектурном, историко-архитектурном, историческом отношении.
На углу улиц Вильняус и Тилто находится Дворец конгрессов с концертным залом (Vilniaus g. 6 / 16); в этом здании обосновался Литовский государственный симфонический оркестр. Здание позднего модернизма по проекту архитектора Эдмундаса Стасюлиса сооружалось на протяжении 1984—2002 годов, первоначально как дом политического просвещения. С изменениями общественно-политической обстановки менялось назначение здания, что влекло перемены в проекте и увеличило сроки стройки
Напротив на возвышении располагается Литовский национальный театр оперы и балета. С левой восточной стороны улицы расположен комплекс зданий Правительства Литвы и площадь Винцаса Кудирки. На углу с проспектом Гедимина с одной стороны высится гостиница «Новотел» (Gedimino pr. 16), с другой — здание торгового дома Яблковских, построенное в 1914—1923 годах.
В доме под номером 14 в 1907—1908 годах жил белорусский поэт Янка Купала. Об этом напоминает мемориальная плита.

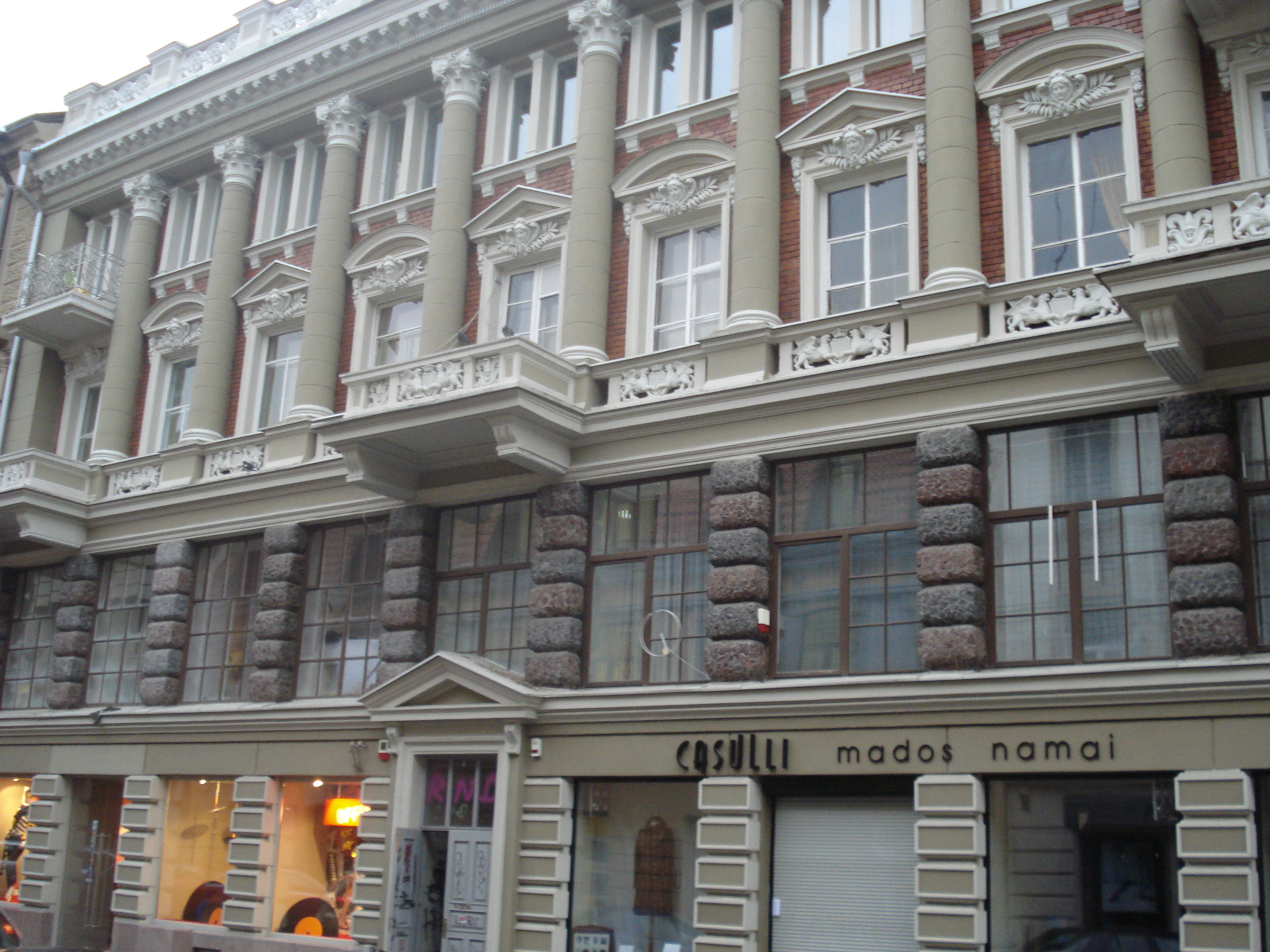
Дом Янушевского

Примером историзма в архитектуре может служить четырёхэтажный жилой дом под номером 21 (Vilniaus g. 21), построенный по проекту архитектора Юлиана Янушевского в 1898 году. По горизонтали фасад членится на две части, каждая из которых объединяет два этажа. Нижняя часть отделана массивным рустом грубо отесанного камня. В верхней части кирпичную стену по вертикали членят массивные колонны. Центр и края фасада подчёркнуты балконами. На втором этаже балконы закрыты и украшены барельефами, изображающими грифонов, держащих герб с короной. Более лёгкие балконы третьего этажа огорожены ажурными металлическими оградами. Окна третьего этажа декорированы лепниной. Узкие окна четвёртого этажа сдвоены. Карниз зубчатый, край крыши украшает низкий аттик с розетками и столбиками. В верхних этажах квартиры сдавались в наём. Нижний этаж с большими витринными окнами предназначался для магазина. С 1913 года участок и здание принадлежали графу Сергею Лопацинскому. В советское время здесь располагалось кафе «Жуведра» и винный магазин.

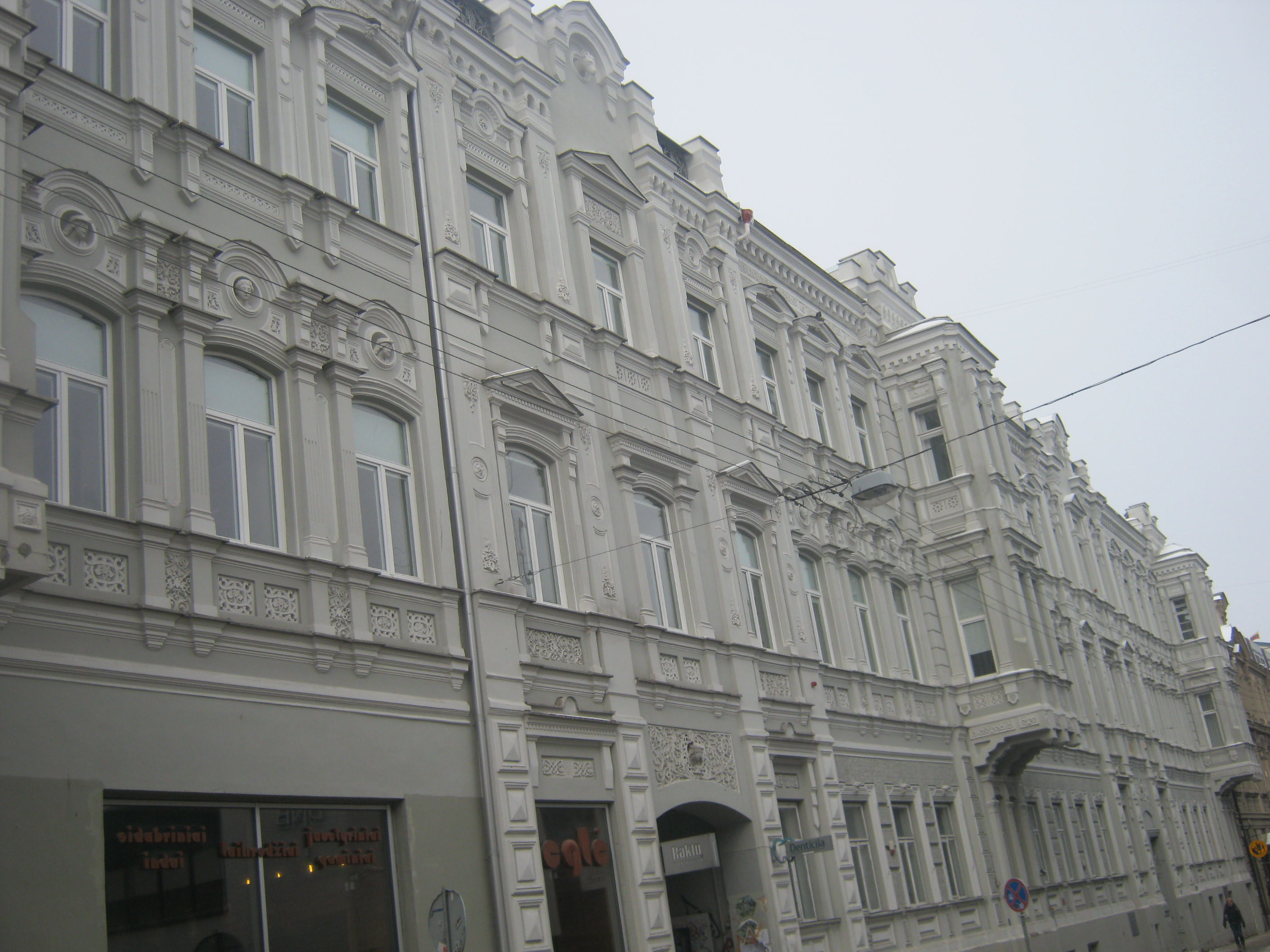
Вильняус 25

Дом с фасадом в формах историзма под номером 25 построен по заказу купца С. Вишневского по проекту архитектора Ивана Левицкого в 1881 году и является одним из первых в Вильно доходных домов. В доме в 1912 и 1915—1919 годах жил революционер Пранас Эйдукявичюс, председатель Вильнюсского городского Совета депутатов трудящихся (1918—1919).

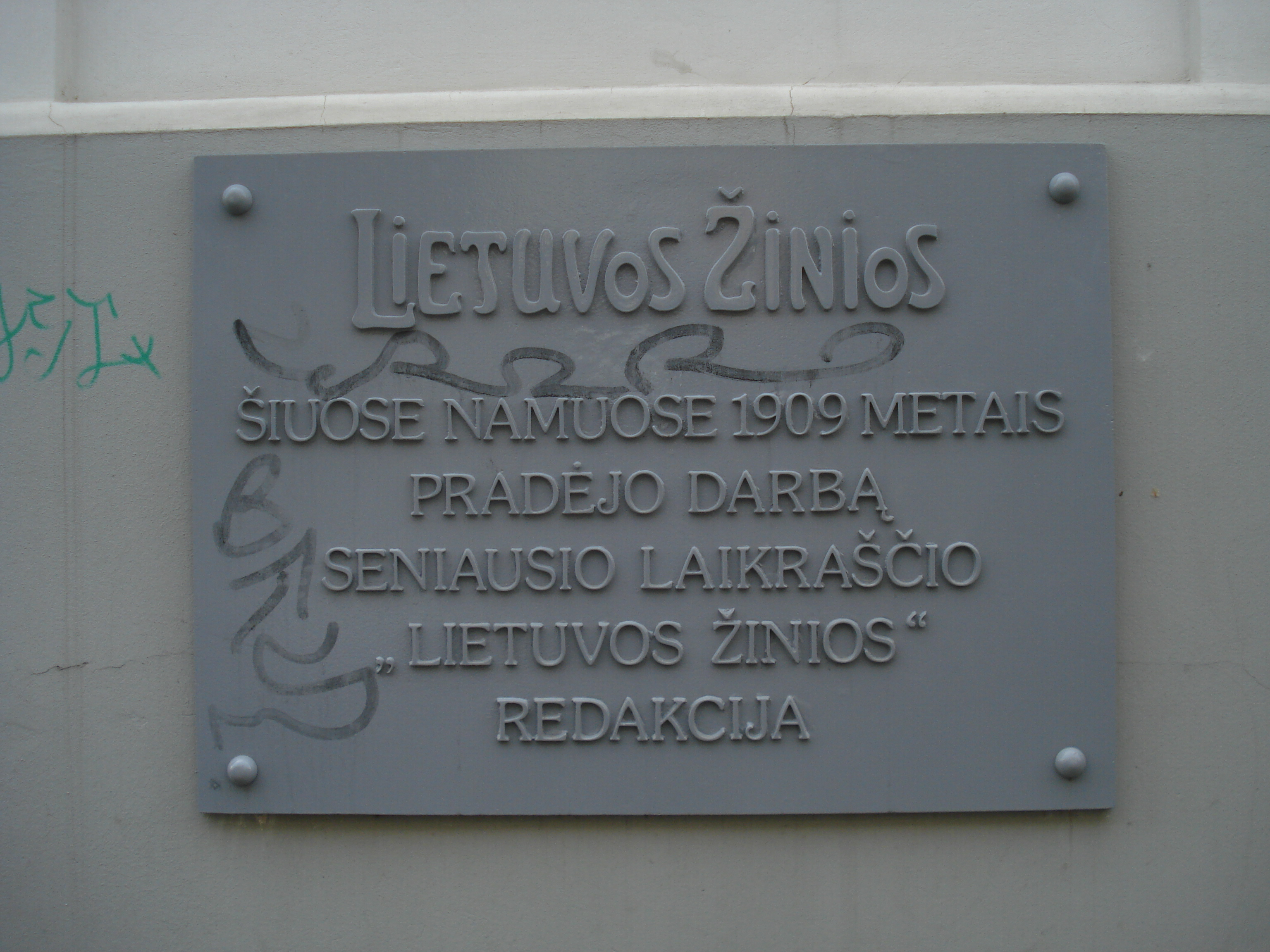
Таблица в память «Летувос жинёс»

В этом же доме в 1909 году начала работать редакция старейшей литовской газеты «Летувос жинёс» („Lietuvos žinios“, о чём напоминаете мемориальная таблица на фасаде здания. На фасаде этого здания установлена также мемориальная доска в память о том, что, как гласит надпись на литовском языке и английском языках, всемирно известный скрипач Яша Хейфец в 1905—1909 годах обучался в располагавшемся здесь музыкальном училище:

Jascha Heifetz

a world-famous violinist

in 1905—1909

attended the school of music which

was in this building

Здесь же в 1927 году умер деятель литовской культуры и науки, патриарх литовского национального возрождения Йонас Басанавичюс. В советское время на первом этаже располагался ювелирный магазин «Эгле» и стоматологическая поликлиника, на фасаде была мемориальная таблица в память об Эйдукявичюсе, установленная в 1975 году.
Соседний дом № 27 — также один из первых в Вильно доходных домов, принадлежавший Константину и Стефании Балинским. Трёхэтажное здание с фасадом, в оформлении которого доминирует декор в стиле неоренессанса, сооружён по проекту архитектора Викентия Гурского в 1879—1880 годах. В этом доме в 1884 году родился поэт Людас Гира, о чём гласит мемориальная таблица, установленная в 1960 году, с надписью на литовском языке:

Šiuose namuose

1884 m. rugpjūčio 27 d.

gimė

Lietuvos liaudies poetas

Liudas Gira

В этом же доме жил выдающийся общественный деятель Нахман Рахмилевич (Нахмонас Рахмилявичюс), член городской управы в 1916—1918 годах, впоследствии член Сейма Литовской Республики, вице-министр промышленности и торговли первого правительства Литвы. На фасаде здания установлена мемориальная плита с надписью на литовском языке: 

Čia gyveno

visuomenės veikėjas

1916—1918 m.

Vilniaus miesto Valdybos narys

Nachmonas Rachmilevičius

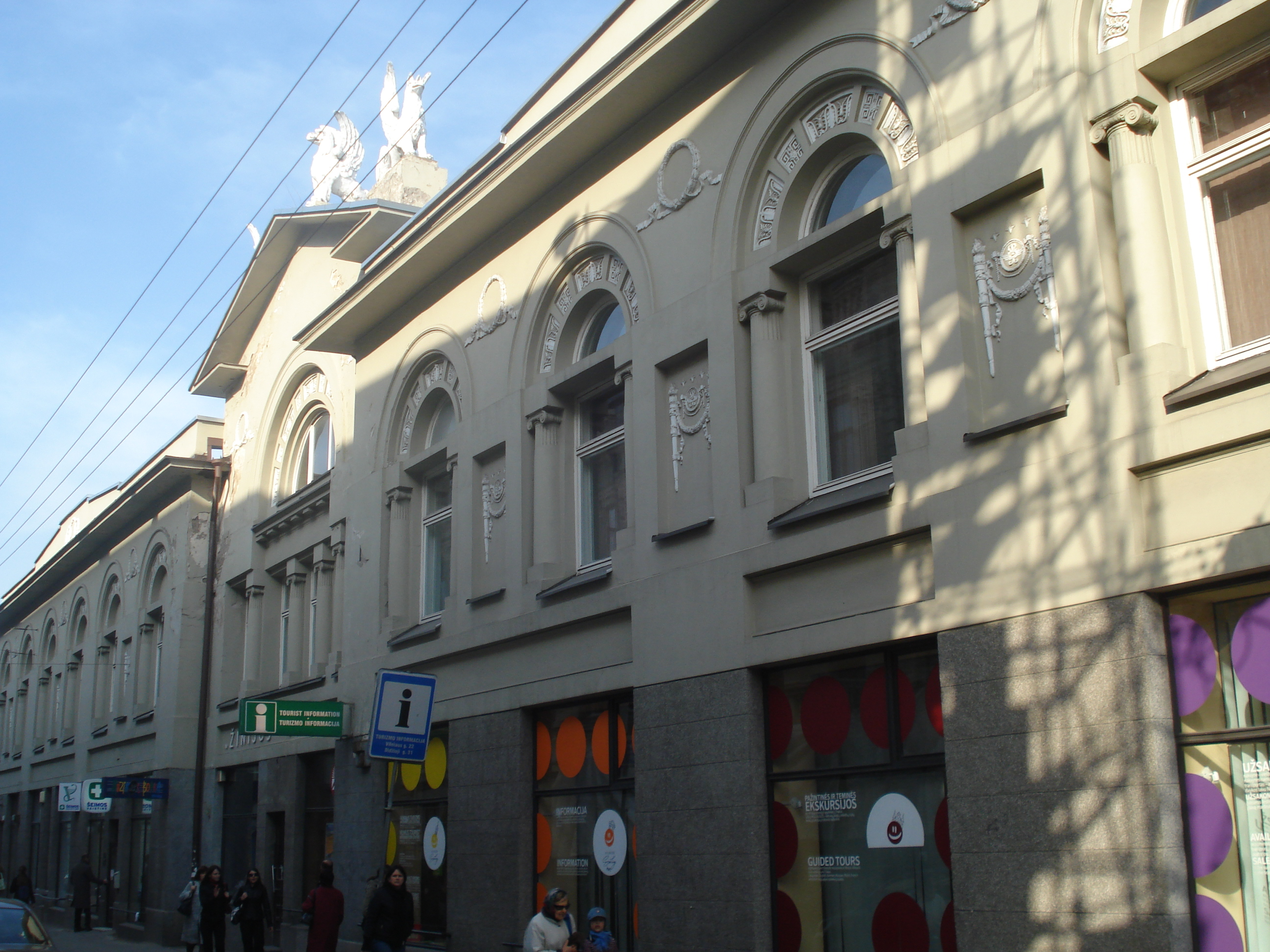
Вильняус 22

Под номером 22 находится бывшее здание Человеколюбивого общества в неоклассицистском духе с элементами неоренессансных архитектурных форм (так называемый «дом со львами»), возведённое в 1911 году по проекту архитектора Александра Парчевского. Здание пострадало во время Второй мировой войны. В восстановленном и реконструированном большом двухэтажном здании располагалось правление и центральный лекторий республиканского общества «Знание». В настоящее время здесь работает аптека и туристический информационный центр.
Напротив него на углу улицы Исландиёс стоит бывший доходный дом Соломона Минковского, реконструированный в 1898 году под руководством архитектора Константина Короедова. Трёхэтажный фасад обильно декорирован сложным ордерным декором.
С правой западной стороны улицы участок между улицами Исландиёс и Палангос занят комплексом из трёх отдельных зданий, спроектированных для Министерства связи Литовской ССР и центральной телефонной станции архитектором Юстинасом Шейбокасом. Здания позднего модернизма сооружены из бетона в 1979 году. Ныне часть ансамбля, выходящую на улицу Вильняус, занимает Министерство здравоохранения Литвы (Vilniaus g. 33).

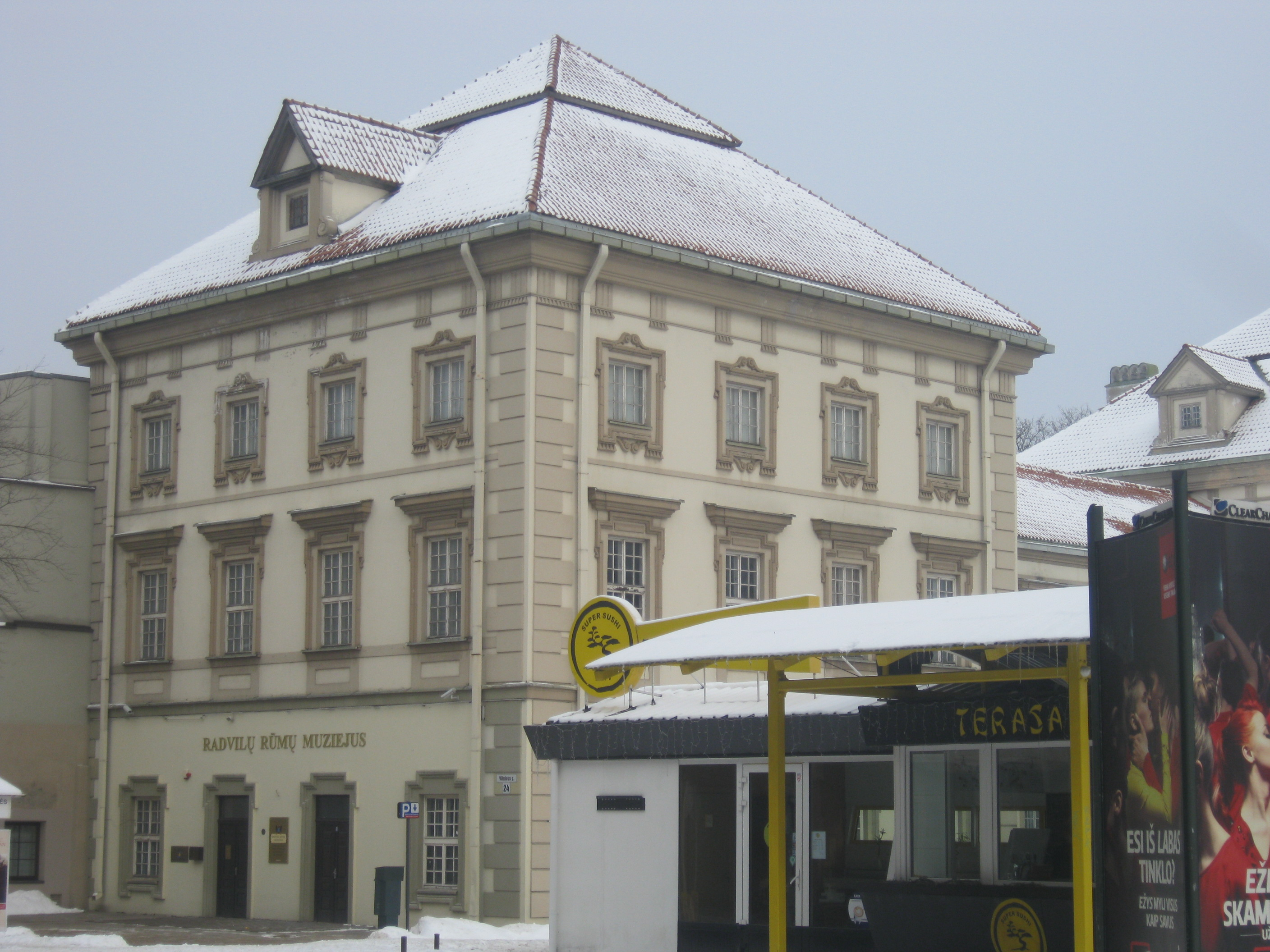
Дворец Радзивиллов

С восточной стороны улицы к бывшему зданию общества «Знание» примыкает дворец Радзивиллов в стиле позднего ренессанса, самый большой и второй по значению из дворцов Радзивиллов в Вильнюсе. В отреставрированной части дворца с 1990 года размещается Музей дворца Радзивиллов —подразделение Литовского художественного музея с экспозицией, посвящённой роду Радзивиллов и представляющей изобразительное искусство зарубежных стран XVI—XIX веков.
В двухэтажном угловом доме по адресу Вильняус 37 жил белорусский общественный и политический деятель и языковед Бронислав Тарашкевич. В этом же здании некоторое время действовали различные коллективы художественной самодеятельности при республиканском Доме учителя, в том числе и хор мальчиков «Ажуолюкас».
На углу с улицей Клайпедос (Вильняус 39) высится монументальное четырёхэтажное здание с множеством декоративных элементов, построенное в конце XIX века и в 1907 году реконструированное. В этом здании в 1904—1906 годах была типография первой литовской ежедневной газеты «Вильняус жинёс» („ Vilniaus žinios“. На здании, где 10 декабря 1904 года увидел свет первый номер газеты, установлена мемориальная таблица с надписью на литовском языке. В советское время здание занимала Вильнюсская партийная школа, затем Дом учителя. Здесь же находится галерея «Вартай».

### Сквер Монюшко и костёл Святой Екатерины

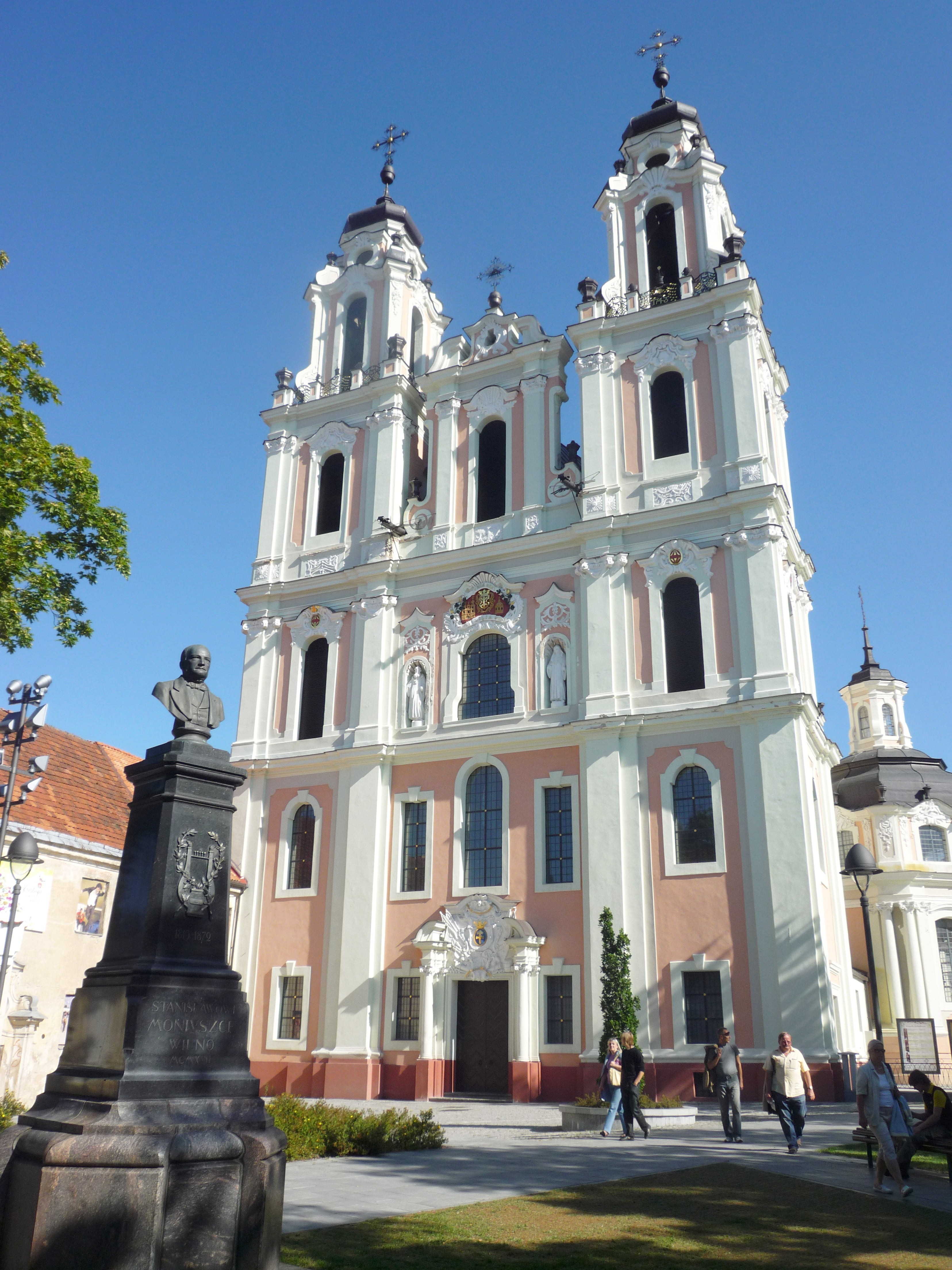
Памятник Станиславу Монюшко и костёл Святой Екатерины

С восточной стороны улицы находится сквер Монюшко и барочный костёл Святой Екатерины (1625—1743) с бывшим монастырём бенедиктинок.
В сквере у бывшего костёла Святой Екатерины стоит памятник выдающемуся польском композитору Станиславу Монюшко, открытый в 1922 году (скульптор Болеслав Балзукевич). Бюст стоит на пьедестале памятника А. С. Пушкину, который до Первой мировой войны стоял в Пушкинском сквере рядом с Кафедральной площадью.
В сквере Монюшко находится также плитка «Яблочко» — мостовая плитка, созданная художником Гитянисом Умбрасасом, символизирующая место свиданий.
4 августа 2011 года, к десятой годовщине смерти поэтессы Юдиты Вайчюнайте, на стене ограды, отделяющей сквер Монюшки от здания бывшего монастыря бенедиктинок, открыта мемориальная скульптурная композиции (работа скульптора Генрикаса Оракаускаса). Она изображает ажурный дырявый зонтик, на котором устроился соловей, и пластину со строфой стихотворения Вайчюнене, называемой «поэтом города», «самой вильнюсской поэтессой».

### Малый дворец Радзивиллов

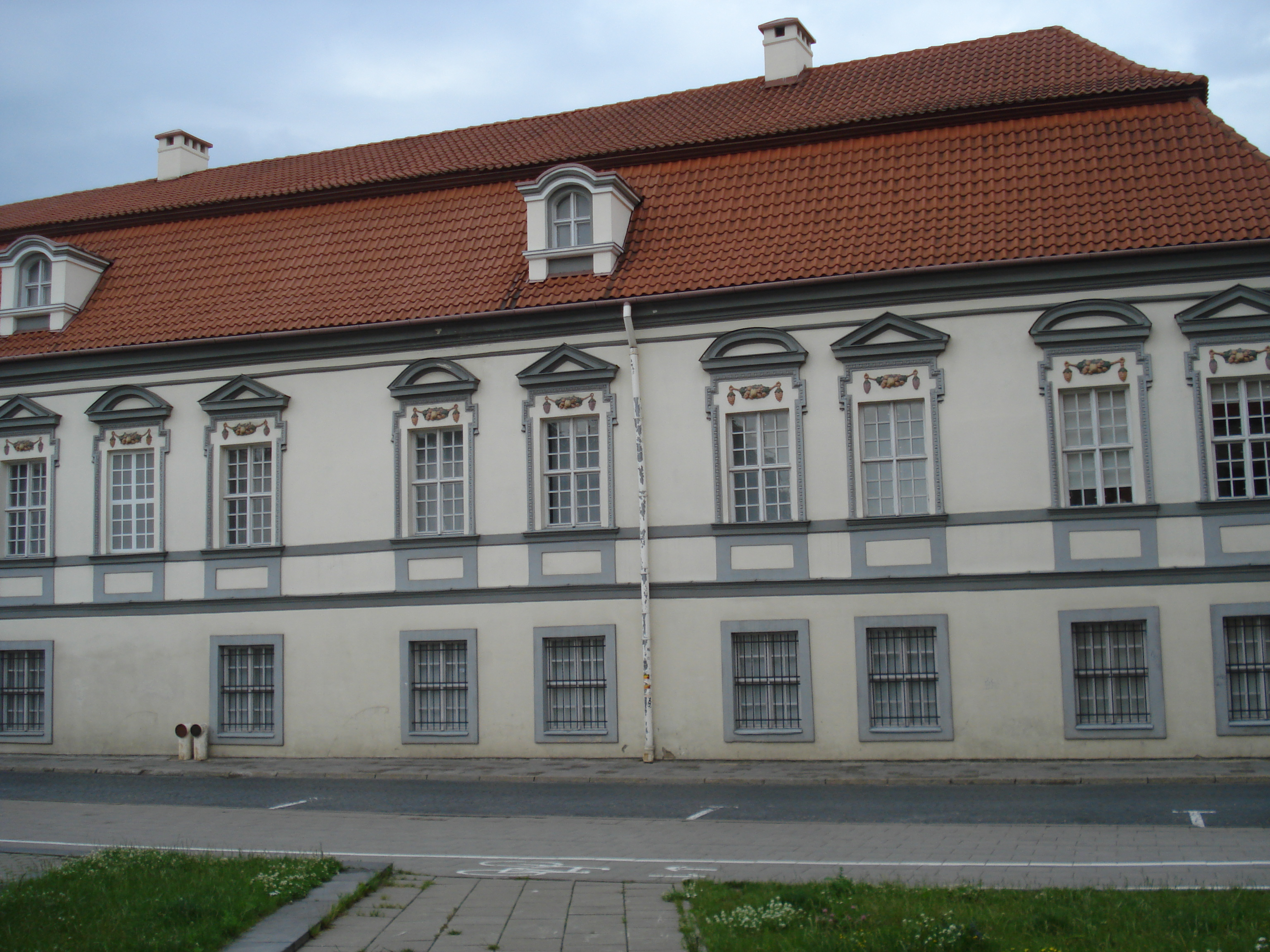
Малый дворец Радзивиллов

Напротив сквера, на углу улиц Вильняус и Клайпедос, до Второй мировой войны находилось большое здание XVII века — дворец Оскерков. В конце XVIII века в нём начал работать первый постоянный театр в Вильно под руководством Войцеха Богуславского. Позднее это здание стало резиденцией виленского гражданского губернатора.
Виленский городской театр перешёл в соседнее здание бывшего малого дворца Радзивиллов, в котором действовал в 1796—1810 годах. Различные труппы играли здесь до 1845 года, после того, как в 1810 году городской театр перебрался в здание Ратуши.
С 1996 года в бывшем малом дворце Радзивиллов действует Литовский музей театра, музыки и кино (улица Вильняус 41).

### Гимназия «Вичё»

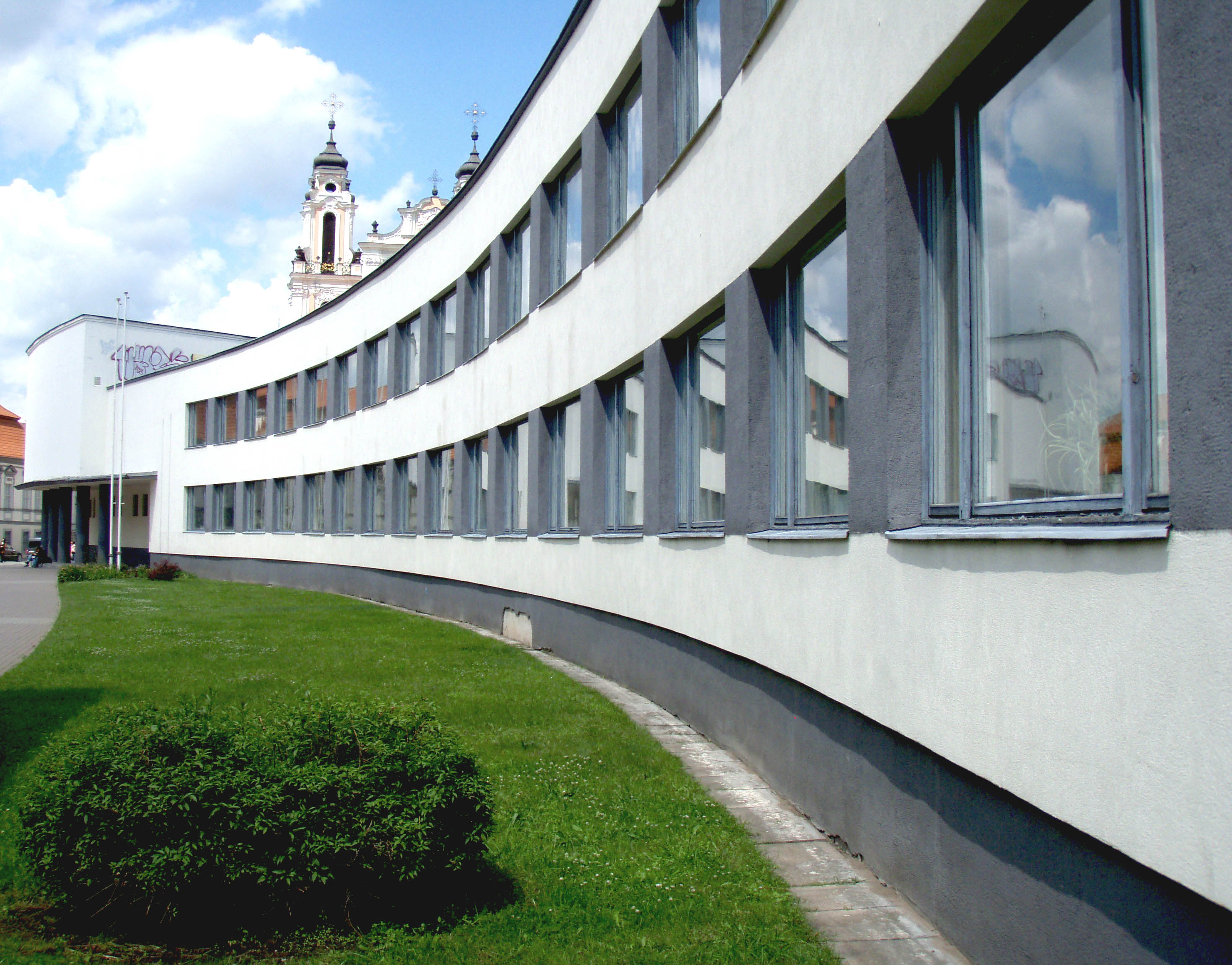
Гимназия «Вичё»

В 1964 году было завершено строительство второго здания средней школы имени Саломеи Нерис (архитектор Лев Казаринский); ныне гимназия «Вичё», на углу улиц Вильняус и Доминикону. Белый выгнутый фасад здания современных лаконичных форм отчётливо выделяется из окружающих построек архитектуры прежних эпох. В 1974 году, когда отмечалось 70-летие Саломеи Нерис, у школы, носящей её имя, был установлен памятник поэтессе (скульптор Владас Вильджюнас, архитекторы Гядиминас Баравикас и Гитис Рамунис).